# 1995 في التلفزيون البريطاني
هذه قائمة بالأحداث المتعلقة التي حدثت بالتلفزيون البريطاني منذ عام 1995.

## الأحداث

### يناير
- 2 يناير - فيلم The Doors ، السيرة الذاتية لجيم موريسون الذي أخرجه أوليفر ستون، تلقى أول عرض تلفزيوني بريطاني على قناة BBC2.[1]
- 16 يناير -
  - تمت إعادة تسمية BBC World Service Television باسم «BBC World» في الساعة 7 مساءً بتوقيت جرينتش كقناة إخبارية دولية مجانية. تم إطلاقه رسميًا يوم الخميس 26 يناير 1995 الساعة 7 مساءا بتوقيت جرينتش.
  - أطلقت Mirror Group plc تلفزيون المرآة من خلال شراء Wire TV . تخطط لإطلاق Sportswire كقناة بدوام كامل واستبدال Wire TV بقناة جديدة تسمى L! VE TV .
- 24 يناير - قامت مارتين ماكوتشين بأول ظهور لها في EastEnders باسم تيفاني ريموند (لاحقًا ميتشل).
- 26 يناير - إطلاق BBC World و BBC Prime ، خلفاء تلفزيون الخدمة العالمية.
- 27 يناير - العرض الأول لمسلسل درامي طبي Dangerfield على BBC1 .
- 29 يناير - بدء جولة BBC2 الأسبوعية للإجراءات في محاكمة OJ Simpson مع محاكمة OJ Simpson.[2]
- 30 يناير - على القناة الرابعة، تم بث الحلقة الأكثر مشاهدة من Brookside حيث تم العثور على جثة Trevor Jordache تحت الفناء.

### فبراير
- 3 فبراير - طبعة من صباح اليوم يعيش ITV برنامج حواري الوقت، ومكان وانتهى فجأة عشرة دقيقة في وقت مبكر. بعد عرض عنصر عن أزياء الرجال لعارض أسود يرتدي تنورة، بدأ رجل أسود آخر في الجمهور يشتكي من أن العرض عنصري، وفي النهاية شق طريقه إلى المسرح.
- 13 فبراير - بثت قناة ITV العرض التلفزيوني البريطاني الأول لفيلم «خدع» .
- 15 فبراير - كجزء من سلسلة Modern Times يبث BBC2 الموت عند الطلب ، وهو فيلم وثائقي هولندي يظهر طبيبًا يعطي مريضًا مصابًا بمرض عضال حقنة قاتلة من المخدرات. ينتقد البرنامج مجموعات معارضة للقتل الرحيم.
- 19 فبراير - الذكرى العاشرة لإطلاق EastEnders . كجزء من الاحتفالات، تتكرر الحلقات الـ 25 الأولى من عام 1985 كل صباح في الساعة 10 صباحًا خلال شهري فبراير ومارس، بدءًا من الحلقة الأولى يوم الاثنين 20 فبراير [3] وتنتهي يوم الجمعة 26 مايو.[4] تتكرر حلقات مختارة من 1985 و 1986 أيضًا على BBC1 في أمسيات الجمعة الساعة 8:30 مساءا لفترة قصيرة. وصفت بأنها The Unforgettable EastEnders الحلقات التي تم بثها هي كما يلي:
  - 17 فبراير: تم الكشف عن هوية والد طفل ميشيل فاولر في أكتوبر 1985.[5]
  - 24 فبراير: يوم زفاف ميشيل ولوفتي في سبتمبر 1986.[6]
  - 3 مارس: دن واتس يسلم أوراق طلاق إنجي في يوم عيد الميلاد عام 1986.[7]
  - 10 مارس: حلقة Two-hander التي تعرض Dot and Ethel من يوليو 1987.[8]
- 25 فبراير - يبث BBC2 فيلمًا وثائقيًا عن The Rev. دعا دبليو أودري The Thomas the Tank Engine Man كجزء من سلسلة Bookmark . يروي الفيلم الوثائقي هيلاري فورتنام، ابنة أودري، ويتضمن نظرة على بضائع توماس، ونجاح توماس، وصور من كتب سلسلة السكك الحديدية الأصلية مع سرد الأسهم لجون جيلجود، ومقابلات مع العديد من الأشخاص مثل القس نفسه، ومحبي توماس. كريستوفر نجل أودري، مؤلف الأطفال والشاعر مايكل روزن، العديد من الأشخاص الذين عملوا في الكتب والألعاب، براين سيبلي الذي كتب أيضًا السيرة الذاتية للقس، الأشخاص الذين يقفون وراء البث التلفزيوني وحقوق توماس في اليابان ومنتجي المسلسل التلفزيوني بريت ألكروفت وديفيد ميتون، بالإضافة إلى نظرة خاصة وراء الكواليس للحلقة المائة توماس والرسالة الخاصة والقس ينتقدان الحلقة الثالثة من سلسلة هنري فورست.
- 27-28 فبراير - Sky One تبث الحلقة 404 من E Street ، الحلقة الأخيرة من المسلسل الأسترالي، حيث قسمت الحلقة التي تبلغ مدتها ساعة إلى حلقتين مدتهما نصف ساعة.

### مارس
- 4 آذار / مارس - تبث القناة الرابعة "Pot Night"، ثماني ساعات من البرامج المخصصة للقنب.
- 11 آذار (مارس) - بدأت القناة الرابعة بث إعادة عرض الدراما الكوميدية ديك كليمنت وإيان لا فرينيه، Auf Wiedersehen ، Pet ، والتي عُرضت في الأصل على قناة ITV منذ بدايتها في 11 تشرين الثاني (نوفمبر) 1983، كما ظهرت لأول مرة "Red Light Zone"، وهو موسم «متأخر - برامج ليلية تركز على الجنس والصناعات الجنسية والسياحة الجنسية». تعمل الخصلة أسبوعيا لمدة ثمانية أسابيع.[9]
- 17 مارس - ليلة الإغاثة الهزلية ، 1995 Comic Relief telethon ، يتم بثها على BBC1.[10]
- 20 مارس - فيلم 95 تقريرًا عن مقاطع فيديو القراصنة المستأجرة بشكل غير قانوني والتي تتضمن أفلامًا مثل Reservoir Dogs و Natural Born Killers و The Mask و The Lion King غير متوفرة على شريط للبيع أو الاستئجار، مما يكرر الادعاءات المغلوطة عادةً بأن قرصنة الفيديو كانت بمساعدة من اتحاد مناهضة سرقة حقوق الطبع والنشر، كان يمول بشكل مباشر الجريمة المنظمة وتزوير العملات وتجارة المخدرات والمواد الإباحية للأطفال.
- 24 مارس -
  - بعد وفاة جيمس هيريوت مؤخرًا، تبث قناة BBC1 عبارة " A Tribute to James Herriot" والتي قدم فيها روبرت هاردي حلقة 1980 من المسلسل التلفزيوني All Creatures Great and Small الذي يستند إلى مذكرات هيريوت كطبيب بيطري في يوركشاير.[11]
  - تبث القناة الرابعة النسخة الأخيرة من برنامجها الموسيقي The Word بعد خمس سنوات على الهواء.
- 29 مارس - فازت كلية ترينيتي ، كامبريدج في 1994-95 بسلسلة تحدي الجامعة ، بفوزها على نيو كوليدج ، أكسفورد 390-180.[12]

### أبريل
- 2 أبريل - يبث BBC1 الحلقة الأخيرة من Brum في الوقت الحالي، لكن العرض سيعود لسلسلة جديدة مجددة تمامًا في عام 2001 وسيستمر تكرارها على BBC . وهي أيضًا الحلقة الأخيرة من Toyah Willcox بصفته الراوي للمسلسل.
- 3 أبريل - فرضت محكمة اسكتلندية حظرا على إذاعة بي بي سي اسكتلندا لنسخة من بانوراما تتضمن مقابلة مع رئيس الوزراء جون ميجور وسط مخاوف من أنها قد تؤثر على الانتخابات المحلية المقرر إجراؤها في 6 أبريل. ومع ذلك، يتم بث النسخة في إنجلترا وويلز.
- 10 أبريل / نيسان - دعا النائب المحافظ جوناثان أيتكين مؤتمرا صحفيا متلفزا قبل ثلاث ساعات من بث فيلم World in Action ، جوناثان العرب ، مطالبا بسحب الادعاءات المتعلقة بتعاملاته مع كبار السعوديين.[13] لقد وعد بأن يستخدم «سيف الحقيقة البسيط ودرع اللعب النظيف البريطاني ... للقضاء على سرطان الصحافة المنحنية والمنحرفة».[14] بعد إطلاق قضية تشهير لاحقة ضد صناع الفيلم، حُكم على آيتكن بالسجن 18 شهرًا بتهمة الحنث باليمين.[15]
- 17 أبريل - بثت قناة ITV عرضًا تلفزيونيًا مقتبسًا عن رواية جوانا ترولوب A Village Affair.[16]
- 21 أبريل - تبث القناة الرابعة الحلقة الأولى من المسلسل الكوميدي الأيرلندي الأب تيد .
- 28 أبريل - أصدقاء المسرحية الهزلية الأمريكية والدراما الطبية الأمريكية ER يظهرون لأول مرة على التلفزيون البريطاني على القناة الرابعة.
- 29 أبريل - الإصدار الأخير من You Bet! ليقدمه ماثيو كيلي.

### مايو
- 1 مايو - تبث قناة ITV ما وصف بأنه حلقة واحدة من Boon . الحلقة، Thieves Like Us كان من المقرر في الأصل إرسالها في نهاية السلسلة 7 في 1992/93. لم يتم تقديم أي سبب لهذا التأخير على الإطلاق لأن الانتظار القياسي كان مدته 2 أو 3 سنوات.
- 2 مايو -
  - تاريخ إغلاق التطبيقات لتشغيل القناة الخامسة. تم استلام أربعة عطاءات من New Century TV Ltd (British Sky Broadcasting و Goldman Sachs و Granada Group و Hoare Govett و Kinnevik و Polygram و Really Useful Group و TCI International) الذين عرضوا مبلغ 2,000,000 جنيه إسترليني؛ Virgin TV Ltd بعرض 22,002,000 جنيه إسترليني؛ UKTV (CanWest Global Communications Corp. & Co) مع مناقصة قدرها 22.002000 جنيه إسترليني.[17]
  - الظهور الأول لبرنامج News '45 ، وهو برنامج على غرار نشرة الأخبار قدمته Sue Lawley للاحتفال بالذكرى الخمسين ليوم VE .
- 8 مايو -
  - يتم الاحتفال بالذكرى الخمسين ليوم VE على نطاق واسع في البرامج التلفزيونية.
  - تعرض قناة BBC2 العرض الأول لشبكة تلفزيون Boyz n the Hood.[18]
- 9 مايو - الدراما الكوميدية للشرطة الأمريكية / الكندية ديو ساوث تظهر لأول مرة على التلفزيون البريطاني على قناة بي بي سي 1.[19]
- 13 مايو - فازت الحديقة السرية النرويجية بمسابقة الأغنية الأوروبية لعام 1995 بأغنية Nocturne .
- 15 مايو - أصبح بروس جينجيل، الرئيس السابق لمحطة الإفطار تي في آم، المدير الإداري لشركة يوركشاير-تاين تيز تليفزيون.[20]
- من 25 مايو إلى 24 يونيو - يوفر ITV تغطية لكأس العالم للرجبي 1995 من جنوب إفريقيا، وهي أول بطولة كأس العالم للرجبي تقام بالكامل في بلد واحد.
- 31 مايو - الظهور الأول لبي بي سي الصابون الجديد القلاع مرتين في الأسبوع، والذي يركز على حياة عائلة كاسل من الطبقة المتوسطة. تجذب السلسلة جمهورًا ضعيفًا نسبيًا في وقت الذروة يبلغ 3.2 مليون، مما دفع رئيس الدراما في الشركة تشارلز دينتون إلى وصفها بالفشل.[21] يتم إلغاؤه بعد 26 حلقة. تم بث الحلقة الأخيرة في 20 أغسطس.[22]

### يونيو
- أبرمت شركة TCI (مالكو Telewest) و NYNEX صفقة مع BSkyB تتضمن بندًا يقضي بأن مشغلي الكابلات لا يطلقون أي قنوات منافسة لتلك التي تديرها Sky بالفعل. يمثل هذا نهاية برنامج Cable Program Partners One (CPP1)، الذي تم إنشاؤه لمحاولة توفير محتوى بديل للبيئة متعددة القنوات التي كانت تسيطر عليها الأقمار الصناعية في ذلك الوقت، وتسبب في انهيار قناة Sportswire الرياضية ، قبل أيام من بثها. إطلاق.
- 12 يونيو - أطلقت مجموعة صحف ميرور قناة الكابل L! VE TV.[23] سرعان ما اكتسبت برامج القناة شهرة كقناة التابلويد التلفزيونية. ربما يكون أفضل ما يتذكره هو التميمة News Bunny التي ترشحت، من بين أشياء أخرى، للبرلمان في انتخابات جنوب ستافوردشاير الفرعية عام 1996 وحصلت على 85 صوتًا.
- 22 يونيو - تم الإعلان عن نية رئيس الوزراء جون ميجور للاستقالة والترشح في انتخابات قيادة حزب المحافظين على الشاشة حيث تلعب إنجلترا مع فرنسا في مباراة المركز الثالث في كأس العالم للرجبي.
- 29 يونيو - الظهور الأول لبرنامج Gaytime TV على BBC 2 ، وهو أول برنامج لمجلة مثلي الجنس على BBC.[24]

### يوليو
- 3 يوليو - تتلقى سلسلة الفنون والحرف اليدوية الناجحة للأطفال Art Attack أول عرض لها في أستراليا على ABC وسيتم عرضها في الغالب خلال العطلات المدرسية.
- 8 يوليو -
  - يكرر BBC1 الفيلم الوثائقي Girl Friday ، الذي تقضي فيه Joanna Lumley تسعة أيام في جزيرة صحراوية مع مجموعة أدوات النجاة الأساسية وطاقم الفيلم.[25]
  - Lee Griffiths يفوز بالمجموعة السادسة من Stars in their Eyes ، يؤدي دور بوبي دارين.
- 9 يوليو - فازت ماريون ماكفارلين بسلسلة عام 1995 من برنامج MasterChef .
- 26 يوليو - تمت إعادة هيكلة BBC Enterprises ، الذراع التجارية لهيئة الإذاعة البريطانية، لتصبح BBC Worldwide Ltd.

### أغسطس
- 2 أغسطس - تبدأ القناة الرابعة موسمًا من الأفلام الوثائقية والميزات للمشاهدين المثليين والسحاقيات. [24]
- 14 أغسطس - قناة BBC1 تبث الحلقة الأولى من مسلسلها الهزلي Oh، Doctor Beeching! .
- 15 أغسطس - تقدم Sue Lawley أخبار 45: VJ Day للاحتفال بالذكرى الخمسين ليوم VJ واختتام الحرب العالمية الثانية.
- 27 أغسطس - متحدثًا في مهرجان إدنبرة التلفزيوني، دعا مايكل مانسفيلد، QC ، أحد المحامين البارزين في بريطانيا، إلى قبول الكاميرات التلفزيونية في المحاكم الإنجليزية للمساعدة في إزالة الغموض عن العملية القانونية واستعادة ثقة الجمهور بها.[26]
- 30 أغسطس - أقيمت جوائز التلفزيون الوطنية الأولى في مركز مؤتمرات ويمبلي وقدمها إيمون هولمز.

### سبتمبر
- 2 سبتمبر - أطلقت القناة الرابعة Dyke TV ، وهي أول مسلسل تلفزيوني يستهدف السحاقيات. [24]
- 4 سبتمبر - تلفزيون كارلتون يقدم مظهره الجديد.
- 5 سبتمبر -
  - المسرحية الهزلية الخيالية الأمريكية للرسوم المتحركة التي تعرض أول نجم متحرك على الإطلاق فيليكس القط بعنوان The Twisted Tales of Felix the Cat ظهر لأول مرة على قناة ITV قبل بثه في وطنه والذي لن يحدث حتى 16 سبتمبر من ذلك العام.
  - تخلف جيل داندو سو كوك في تقديم برنامج Crimewatch إلى جانب Nick Ross.[27]
- 10 سبتمبر - أعادت بي بي سي ويلز إطلاق تغطيتها لاتحاد الرجبي تحت اسم سكرم الخامس . يحل محل لعبة الركبي الخاصة ويلز .
- 11 سبتمبر - الظهور الأول لمسلسل الرسوم المتحركة أوكي دوك للأطفال على قناة BBC1.[28]
- 12 سبتمبر - بدأ عرض مسلسل رسوم متحركة للأطفال أوركسترا أوسكار بصوت دودلي مور على BBC1.[29] تم تصميم المسلسل لإلهام الأطفال بمسرات الموسيقى الكلاسيكية ويتضمن أعمالًا منسقة شهيرة من ملحنين أسطوريين مشهورين مثل Ludwig Van Beethoven وJohann Sebastian Bach .
- 15 سبتمبر - تم بث سلسلة الرسوم المتحركة الشهيرة Noddy's Toyland Adventures للأطفال على الشبكة 2 . كانت هذه هي المرة الأولى التي يتم عرضها على التلفزيون في أيرلندا، على الرغم من أن المشاهدين الذين لديهم إمكانية الوصول إلى بي بي سي وقنوات تلفزيونية بريطانية مختلفة كانوا قادرين على مشاهدة عمليات الإرسال السابقة بما في ذلك العرض التلفزيوني الأصلي في 29 سبتمبر 1992.
- 24 سبتمبر - كبرياء وتحامل (المملكة المتحدة)، مقتبس بي بي سي الشهير لرواية جين أوستن، على بي بي سي وان.[30] ينتهي المسلسل المكون من ستة أجزاء في 29 أكتوبر.[31]
- 28 سبتمبر - Star Trek: Deep Space Nine يظهر لأول مرة على BBC2 ، مع حلقة طويلة " Emissary ".[32]
- سبتمبر - استحوذت STV على حصة 20٪ في HTV بقيمة 36 مليون جنيه إسترليني، كجزء من صفقة مع Flextech.[33]

### أكتوبر
- 1 أكتوبر - بعد ست سنوات من التخطيط لها في الأصل، تم إطلاق نسخة بريطانية من قناة ديزني في المملكة المتحدة، كما تم إطلاق قناة God ، التي كانت تعرف آنذاك باسم Christian Channel Europe.
- 8 أكتوبر - قناة BBC2 تبث الإصدار الأخير من The Trial of OJ Simpson مع اقتراب تغطية المحاكمة من نهايتها.[34]
- 9 أكتوبر - إطلاق BBC Learning Zone ، وهي خدمة تعليمية تُعرض بين عشية وضحاها على BBC Two .
- 12 أكتوبر - قناة ITV تبث "Bait"، حلقة من The Bill تختتم قصة من ثلاثة أجزاء، وتشهد خروج شخصية Jo Morgan (التي تلعب دورها Mary Jo Randle)، والتي تم إطلاق النار عليها أثناء محاولتها تحذير Jun Ackland (Trudie Goodwin) لهجوم وشيك على سيارتها.
- 16 أكتوبر -
  - بعد 25 عامًا من دور صاحبة الأرض في شارع التتويج بيت لينش، تظهر جولي جوديير آخر ظهور لها في الصابون. عادت لفترة وجيزة إلى العرض في عامي 2002 و 2003، ولعبت دور البطولة في سلسلة عرضية، شارع التتويج: بعد ساعات في عام 1999. في وقت مغادرتها، تلقت Goodyear مؤخرًا جائزة Lifetime Achievement في حفل توزيع جوائز التليفزيون الوطني الافتتاحي.
  - يبث ITV فيلمًا وثائقيًا من 5 أجزاء كل يوم من أيام الأسبوع للاحتفال بمرور 40 عامًا على مساهمة أطفالهم منذ إطلاق شبكتهم في عام 1955، ببساطة الأفضل: CITV . تلقى Thomas the Tank Engine and Friends ذكره الوحيد يوم الأربعاء بعد ثلاثة مواسم.
- 20 أكتوبر - مُنحت القناة 5 Broadcasting Limited ترخيص إطلاق القناة 5.[35] [36] وهو عبارة عن كونسورتيوم من أربعة مستثمرين - بيرسون ويونايتد نيوز آند ميديا و CLT-Ufa و Warburg Pincus.[37]
- 21 أكتوبر -
  - يخلف الممثل الكوميدي جيم ديفيدسون بروس فورسيث كمقدم لبرنامج The Generation Game.[38]
  - تظهر سلسلة الخيال العلمي الأمريكية VR.5 قصيرة العمر لأول مرة على Sky One.
- 22 أكتوبر - فازت جينا تينسون بسلسلة عام 1995 من برنامج Junior MasterChef .
- 23 أكتوبر - تبث القناة الرابعة الحلقة الأولى من مسلسل Hollyoaks .

### نوفمبر
- 1 نوفمبر - إطلاق خمس قنوات فضائية وقنوات كابل أخرى في المملكة المتحدة: European Business News و Playboy TV و The Paramount وSky Sports Gold و Sci-Fi Channel .
- 11 نوفمبر -
  - تم إطلاق قناة History في المملكة المتحدة.
  - تبث قناة ITV العرض التلفزيوني البريطاني الأول لفيلم The Bodyguard .
- 12 نوفمبر - قناة BBC2 تبث Twin Peaks: Fire Walk with Me ، مقدمة عام 1992 لديفيد لينش للمسلسل التلفزيوني الشهير Twin Peaks . الفيلم من بطولة شيريل لي وراي وايز وكايل ماكلاشلان.[39]
- 20 نوفمبر
  - تنطلق Zee TV (قناة تلفزيونية هندية) في المملكة المتحدة.
  - خلال مقابلة استمرت ساعة مع مارتن بشير لبرنامج بانوراما بي بي سي، تحدثت أميرة ويلز عن زواجها من أمير ويلز وعن علاقته مع كاميلا باركر بولز وتعترف بعلاقتها الحميمة مع جيمس هيويت.[40] ما يقدر بـ 22.78 مليون مشاهدة البث، [41] وهو الرقم القياسي على الإطلاق لبرنامج الشؤون الجارية البريطاني.
- 22 نوفمبر - بعد أن طعن Virgin TV في قرار مركز التجارة الدولية بمنح ترخيص تشغيل القناة التلفزيونية الخامسة في المملكة المتحدة للقناة 5 Broadcasting Ltd ، تمنح المحكمة العليا إذنًا للمراجعة القضائية في القرار. [17]

### محديسمبر
- 2–3 ديسمبر - تبث القناة الرابعة "Soap Weekend"، عطلة نهاية الأسبوع من البرامج المخصصة للمسلسلات، مع أفلام وثائقية وحلقات كلاسيكية من المسلسلات بما في ذلك EastEnders و Neighbours و Brookside .
- 7 ديسمبر - بدأت خدمة النص التليفزيوني لقناة باراماونت للكوميديا PText في عرض الحلقات القديمة من صابون ORACLE ، Park Avenue . بعد عرض الحلقات الأربع الأولى، من 11 ديسمبر، انتقلوا إلى الحلقة 376، وبذلك تتوافق التواريخ (أي 11 ديسمبر في المسلسل هي أيضًا 11 ديسمبر للمشاهدين). في المجموع، أظهر PText 700 حلقة من Park Avenue
- 24 ديسمبر - A Close Shave ، الفيلم القصير الثالث من بطولة والاس وغروميت، يعرض لأول مرة على BBC2 .
- 25 ديسمبر - تشمل أبرز الأحداث في يوم عيد الميلاد العرض التلفزيوني البريطاني الأول لمقترح غير لائق على قناة BBC1.[42]
- 31 ديسمبر - أبرز الأحداث في ليلة رأس السنة الجديدة على قناة BBC1 تشمل أغاني الحمد على الجليد من Blackpool Pleasure Beach Ice Arena ، وBaz Luhrmann 's الرومانسية الكوميدية Strictly Ballroom لعام 1992.[43]
- كانون الأول (ديسمبر) - تعرض القناة الرابعة الفيلم الوثائقي Sex with Paula الذي تتحدث فيه بولا ييتس إلى المشاهير عن حياتهم العاطفية. تم إعداد البرنامج في الأصل في عام 1986، وكان يُعتبر غير مناسب للجمهور في ذلك الوقت بسبب رسالته المتصورة عن الاختلاط في ذروة وباء الإيدز.

## لأول مرة

### بي بي سي الأولى
- 1 يناير - اللورد الصغير فاونتليروي (1995)
- 3 يناير - ضابط الوقت (1995-1996)
- 5 يناير -
  - داون تو ايرث (1995)
  - - روبنسون سوكرو (1994-1995)
- 8 يناير - الدموع قبل النوم (1995)
- 11 يناير - الحياة الخاصة للنباتات (1995)
- 12 يناير - باد بويز (1995-1996)
- 21 يناير - الأشباح (1995)
- 27 يناير - Dangerfield (1995-1999)
- 5 فبراير - القراصنة (1995)
- 15 فبراير - ذا بيز (1995-1997)
- 23 فبراير - المدعي العام (1995)
- 2 مارس - جلاد راجز (1995)
- 12 مارس - الجوقة (1995)
- 26 مارس - هاميش ماكبث (1995-1997)
- 1 أبريل -
  - البق (1995-1999)
  - شيكاغو هوب (1994-2000)
- 4 أبريل - مونتي الكلب الذي يرتدي نظارات (1995)
- 14 أبريل - عروض بي بي سي للحياة البرية (1995 حتى الآن)
- 9 مايو - ديو جنوبا (1994-1999)
- 13 مايو - الدمدمة (1995)
- 14 مايو - العاصفة المعلقة (1995)
- 15 مايو - نيكست أوف كين (1995-1997)
- 21 مايو - الطبيب البيطري (1995-1996)
- 23 مايو - الخروج من الأزرق (1995-1996)
- 31 مايو -
  - القلاع (1995)
  - سادة ذاكرة مونكوس (1995)
- 10 يونيو - رجل مستقل (1995)
- 11 يونيو - رحلات أوليفر (1995)
- 27 يونيو - بومب إن ذا نايت (1994-1995)
- 26 يوليو - مباراة السبعينيات (1995-1996)
- 27 يوليو - اللجوء إلى القتل 1995)
- 14 أغسطس - أوه، دكتور Beeching! (1995-1997)
- 28 أغسطس أتليتكو بارتيك (1995-1996).
- 4 سبتمبر - مبدأ بيتر (1995-2000)
- 7 سبتمبر -
  - النسخ الاحتياطي (1995-1997)
  - أوكي دوك (1995-1996)
- 12 سبتمبر - أوركسترا أوسكار (1995-2000)
- 14 سبتمبر - يعتقدون أن الأمر قد انتهى (1995-2006)
- 24 سبتمبر - كبرياء وتحامل (1995)
- 5 نوفمبر - The Final Cut (1995)
- 13 نوفمبر -
  - قرن الشعب (1995-1997)
  - الخط الأزرق الرفيع (1995-1996)
- 15 نوفمبر - أنف الملكة (1995-2003)
- 20 تشرين الثاني (نوفمبر) - لا أستطيع الطبخ، ولن أطبخ (1995-2000)
- 24 نوفمبر - جوليا جيكل وهارييت هايد (1995-1998)
- 23 ديسمبر - نيك ونويل (1993)
- 30 ديسمبر - إزنوجود (1995)
- 31 ديسمبر -
  - فقط عذر؟ (1995–
  - القلوب السوداء في باترسي (1995-1996)

### بي بي سي الثانية
- 5 يناير - عالم السيارات لجيريمي كلاركسون (1995-1996)
- 16 يناير - علامات وعجائب (1995)
- 23 فبراير - جلام للكشف عن المعادن (1995)
- 27 فبراير - بدأت اللعبة (1995-1998)
- 11 أبريل - قبضة المرح (1995-1996)
- 22 أبريل - محجوز بالكامل (1995-1999)
- 29 يونيو - قناة Gaytime TV (1995-1999)
- 18 أغسطس - Pulp Video (1995)
- 13 سبتمبر - درجات الخطأ (1995)
- 19 أكتوبر - في صحبة الرجال (1995)
- 16 نوفمبر - Ghostbusters of East Finchley (1995)
- 17 نوفمبر - سباق كوجان (1995)
- 24 ديسمبر - حلاقة قريبة (1995)

### آي تي في
- 3 يناير - Kavanagh QC (1995-2001)
- 6 يناير - العذراء الزجاجية (1995)
- 9 كانون الثاني (يناير) - أرقام الحظ (1995-1997)
- 1 فبراير - اللص آخذين (1995)
- 10 فبراير - حكايات من Cryptkeeper (1993-1999)
- 26 فبراير - رجل القمار (1995)
- 6 مارس - إنها في الخارج (1995)
- 9 مارس - المبرد (1995)
- 12 مارس - الفرقة الذهبية (1995-1997)
- 15 مارس - منطقة المخروط (1995-1997)
- 4 أبريل - صديقي العزيز (1995-1996)
- 5 أبريل - شارمان (1995-1996)
- 13 أبريل - الرجل الأصلع (1995-1998)
- 17 أبريل - قضية قرية (1995)
- 6 مايو - سكراتشي وشركاه (1995-1998)
- 14 مايو - الحاكم (1995-1996)
- 22 مايو - برامويل (1995-1998)
- 23 مايو - سيدة خطيرة (1995)
- 5 يونيو - مطبخ كاريبو (1995-1996)
- 8 يونيو - البحث (1995)
- 10 تموز / يوليو - باربرا (1995-2003)
- 15 يوليو - عالم آرثر سي كلارك الغامض (1995)
- 17 يوليو - أحيانًا، أبدًا (1995-1996)
- 2 سبتمبر -
  - المصارعون: التدريب الثاني، الفوز (1995-1998)
  - ارفع السقف (1995-1996)
- 4 سبتمبر - نوريس البطيء (1995-1999)
- 5 سبتمبر - The Twisted Tales of Felix the Cat (1995-1997)
- 6 سبتمبر - المباراة المثالية (1995)
- 7 سبتمبر - Fantomcat (1995-1996)
- 10 سبتمبر - The Famous Five (1995-1997)
- 11 سبتمبر - The Singing Kettle News (1995-2000)
- 12 سبتمبر - هل هو قانوني؟ (1995-1998)
- 20 سبتمبر - تي أوف، السيد بين (1995)
- 9 أكتوبر - الذئاب والسحرة والعمالقة (1995-1999)
- 11 أكتوبر - بليس (1995-1997)
- 24 تشرين الأول (أكتوبر) - ألغاز سيلفستر وتويتي (1995-2000)
- 26 أكتوبر - نوعي من الناس (1995)
- 27 أكتوبر - فريكازويد! (1995-1997)
- 31 أكتوبر - ليلة سعيدة السيد بين (1995)
- 15 نوفمبر - شعر السيد بين لندن (1995)
- 17 تشرين الثاني (نوفمبر) - الإيمان بالمستقبل (1995-1998)
- 19 نوفمبر - مختارات البيتلز (1995)
- 25 ديسمبر -
  - أفضل أجزاء السيد بين (1995)
  - المحرك الصغير الذي يمكن (1991)
- 26 ديسمبر - Cadfael The Virgin in the Ice (1995 الموسم 2 الحلقة 1)
- 28 ديسمبر - مكالوم (1995-1998)

### القناة 4
- 16 فبراير - قلوب وعقول (1995)
- 20 مارس - الموعد النهائي (1995)
- 21 أبريل - الأب تيد (1995-1998)
- 28 أبريل -
  - الأصدقاء (1994-2004)
  - ER (1994-2009)
- 4 مايو - حياة بول ميرتون في الكوميديا (1995)
- 16 مايو - زوجة السياسي (1995)
- 4 سبتمبر - One for the Road (1995)
- 12 أكتوبر - تقدم جيك (1995)
- 23 تشرين الأول (أكتوبر) - Hollyoaks (1995 إلى الوقت الحاضر)
- 13 تشرين الثاني (نوفمبر) - Porkpie (1995-1996)
- 24 نوفمبر - خلع الملابس للإفطار (1995-1998)
- 24 ديسمبر - مغامرات الخلد (1995)

### S4C
- 5 سبتمبر - Rownd a Rownd (1995 حتى الآن)

### قناة ديزني
- 29 أكتوبر - سايبرستار (1995-1996)
- مجهول -
  - هجوم دونالد كواك (1992-1997)
  - مغامرات في بلاد العجائب (1992-1995)
  - سيرك دامبو (1985-1986)
  - مرحبًا بكم في Pooh Corner (1983-1986)

### سكاي وان
- 15 مارس - RoboCop: السلسلة (1994)
- 4 تشرين الأول (أكتوبر) - الأرض 2 (1994-1995)
- 21 أكتوبر - VR.5 (1995)
- 22 أكتوبر - ستار تريك: فوييجر (1995-2001)

### سكاي سبورتس (1/2)
- أغسطس - Soccer AM (1995 إلى الوقت الحاضر)

### قناة الأطفال
- 2 سبتمبر - دودة الأرض جيم (1995-1996)
- مجهول -
  - سايبرنت (1995-2008)
  - عرض كلاسيكي متحرك (1993-1994)
  - مغامرات مادلين الجديدة (1995)

### نيكلوديون المملكة المتحدة
- 29 أبريل - الفيرالز (1994-1995)
- غير معروف - الحافلة المدرسية السحرية (1994-1998)

### كرتون نتورك بالمملكة المتحدة
- غير معروف - 2 كلاب غبية (1993-1995)

## القنوات

### قنوات جديدة
| تاريخ     | قناة                    |
| --------- | ----------------------- |
| 27 فبراير | أخبار الأعمال الأوروبية |
| 1 يونيو   | SelecTV                 |
| 12 يونيو  | تلفزيون L! VE           |
| 1 أكتوبر  | قناة ديزني              |
| 1 نوفمبر  | قناة باراماونت          |
| 1 نوفمبر  | قناة الخيال العلمي      |
| 1 نوفمبر  | سكاي سبورتس جولد        |
| 1 نوفمبر  | تلفزيون بلاي بوي        |
| 11 نوفمبر | قناة التاريخ            |

### القنوات البائدة
| تاريخ | قناة         |
| ----- | ------------ |
| مارس  | تلفزيون آسيا |
|       | تلفزيون سلكي |

## برامج تلفزيونية

### تغييرات الانتماء إلى الشبكة
| عروض                                   | انتقل من     | انتقل الى          |
| -------------------------------------- | ------------ | ------------------ |
| كيسيفور                                | قناة الأطفال | نيكلوديون          |
| راكب الدراجة النارية الفئران من المريخ | القناة 4     | نيكلوديون          |
| الكونت دوكولا                          | ITV          | نيكلوديون          |
| نايتمير                                | ITV          | قناة الخيال العلمي |
| تشيب آند ديل رينجرز الإنقاذ            | ITV          | قناة ديزني         |
| مغامرات ويني ذا بوه الجديدة            | ITV          | قناة ديزني         |
| عرض الدمى المتحركة (1976–1981)         | ITV          | قناة ديزني         |
| DuckTales                              | ITV          | قناة ديزني         |
| أين والي؟: مسلسل الرسوم المتحركة       | ITV          | قناة الأطفال       |
| عوف فيدرشين، الحيوانات الأليفة         | ITV          | القناة 4           |
| هونج كونج فوي                          | BBC1         | القناة 4           |
| تشارلي تشوك                            | BBC1         | قناة الأطفال       |
| نقلة نوعية                             | BBC2         | سكاي 1             |
| كاريكاتير كي                           | ITV          | شبكة الكرتون       |

### العودة هذا العام بعد انقطاع لمدة عام أو أكثر
- بون (1986-1992، 1995)

## البرامج التلفزيونية المستمرة

### عشرينيات القرن الماضي
- بي بي سي ويمبلدون (1927-1939، 1946-2019، 2021 حتى الآن)

### الثلاثينيات
- سباق القوارب (1938-1939، 1946-2019)
- بي بي سي للكريكيت (1939، 1946-1999، 2020-2024)

- تعال للرقص (1949-1998)

### الخمسينيات
- بانوراما (1953 حتى الآن)
- اختر ما تريد (1955-1968، 1992-1998)
- ماذا تقول الأوراق (1956-2008)
- السماء في الليل (1957 إلى الوقت الحاضر)
- بلو بيتر (1958 إلى الوقت الحاضر)
- المدرج (1958-2007)

### الستينيات
- شارع التتويج (1960 إلى الوقت الحاضر)
- أغاني التسبيح (1961 - حتى الآن)
- العالم في العمل (1963-1998)
- توب أوف ذا بوبس (1964-2006)
- مباراة اليوم (1964 حتى الآن)
- السيد والسيدة (1964-1999)
- جاكانوري (1965-1996، 2006)
- سبورتس نايت (1965-1997)
- اتصل بي بلاف (1965-2005)
- برنامج المال (1966-2010)

### السبعينيات
- قوس قزح (1972-1992، 1994-1997)
- إميرديل (1972 حتى الآن)
- نيوزراوند (1972 حتى الآن)
- آخر نبيذ الصيف (1973-2010)
- أتمنى لو كنت هنا...؟ (1974-2003)
- ساحات المشاهير (1975-1979، 1993-1997، 2014 إلى الوقت الحاضر)
- أرينا (1975 إلى الوقت الحاضر)
- رجل واحد وكلبه (1976 إلى الوقت الحاضر)
- جرانج هيل (1978-2008)
- عرض التحف (1979 إلى الوقت الحاضر)
- وقت السؤال (1979 إلى الوقت الحاضر)

### 1980s
- الأطفال المحتاجون (1980 إلى الوقت الحاضر)
- Timewatch (1982 إلى الوقت الحاضر)
- بروكسايد (1982-2003)
- العد التنازلي (1982 إلى الوقت الحاضر)
- حق الرد (1982-2001)
- صورة البصق (1984-1996)
- مشروع القانون (1984-2010)
- سباق القناة الرابعة (1984-2016)
- توماس والأصدقاء (1984 إلى الوقت الحاضر)
- إيست إندرس (1985 إلى الوقت الحاضر)
- تقرير كوك (1985-1998)
- Crosswits (1985-1998)
- الشاشة الثانية (1985-1998)
- مدمنو Telly (1985-1998)
- الإغاثة المصورة (1985 إلى الوقت الحاضر)
- Beadle's About (1986-1996)
- عرض الرسم البياني (1986-1998، 2008-2009)
- ضحية (1986 إلى الوقت الحاضر)
- الذهاب للذهب (1987-1996، 2008-2009)
- الزمان والمكان (1987-1996)
- رسائل متسلسلة (1987-1997)
- ChuckleVision (1987-2009)
- تتحدى! (1988-1997)
- أيام اللعب (1988-1997)
- حرق لندن (1988-2002)
- على السجل (1988-2002)
- خمسة عشر إلى واحد (1988-2003، 2013 حتى الآن)
- هذا الصباح (1988 إلى الوقت الحاضر)
- الطيور على أشكالها (1989-1998، 2014 إلى الوقت الحاضر)
- بودجر وبادجر (1989-1999)

### التسعينيات
- الانقلاب (1990-1996)
- اليد العليا (1990-1996)
- أسقط الحمار الميت (1990-1998)
- النجوم في عيونهم (1990-2006)
- 2point4 الأطفال (1991-1999)
- استراحة كبيرة (1991-2002)
- إمبراطورية بريتاس (1991-1997)
- جندي جندي (1991-1997)
- حزب نويل هاوس (1991-1999)
- GamesMaster (1992-1998)
- نبضات القلب (1992-2010)
- الرجال يتصرفون بشكل سيء (1992-1998)
- الإفطار الكبير (1992-2002)
- 999 (1992-2003)
- رائع للغاية (1992-1996 ، 2001-2004، 2011-2012)
- طاه! (1993-1996)
- دكتور فينلي (1993-1996)
- السبت ديزني (1993-1996)
- إجراءات ممارسة السيد Motivator (1993-2000)
- فريزر (1993-2004)
- الإفطار مع فروست (1993-2005)
- ويكليف (1994-1998)
- بودي هيت (1994-1996)
- جوائز فوز الحيوانات الأليفة (1994-1996)
- محادثة صغيرة (1994-1996)
- كاريكاتير كي (1994-1999)
- مسح آوت (1994-2002)
- مستشفى الحيوان (1994-2004)
- تايم تيم (1994-2013)
- سحوبات اليانصيب الوطني (1994-2017)
- Top of the Pops 2 (1994 إلى الوقت الحاضر)

## إنتهت في عام 1995
- شعب الغد (1973-1979، 1992-1995)
- لماذا لا؟ (1973-1995)
- عامل الكريبتون (1977-1995 ، 2009-2010)
- بولسي (1981-1995 ، 2006)
- بون (1986-1992، 1995)
- عرض دي جي كات (1986-1995)
- أولسورتس (1986-1995)
- قليلا من فراي ولوري (1989-1995)
- تحدي أنيكا (1989-1995 ، 2006)
- مواكبة المظاهر (1990-1995)
- المتاهة الكريستالية (1990-1995 ، 2016 حتى الآن)
- دريمستون (1990-1995)
- السيد بين (1990-1995)
- القاع (1991-1995)
- ما الأمر يا دكتور؟ (1992-1995)
- حيوانات Farthing Wood (1993-1995)
- أساطير جزيرة الكنز (1993-1995)
- قلعة الأبجدية (1993-1995)
- الحياة العالية (1994-1995)
- الكون الغامض لآرثر سي كلارك (1994-1995)
- لا تنسى فرشاة أسنانك (1994-1995)
- الزبالون (1994-1995)
- ألعاب لا تصدق (1994-1995)
- أعرفني أعرفك (1994-1995)
- عرض أليكسي سايل الجديد كليًا (1994-1995)
- ليست مسبهافن (1994-1995)
- القلاع (1995)

## المواليد
- 23 يناير - هولي كيني، ممثلة
- 1 فبراير - ريتشارد ويسكر، ممثل ومغني ومقدم
- 16 أبريل - بوبي لي فريار، ممثلة
- 9 يوليو - جورجي هينلي، ممثلة
- 17 أغسطس - جيسي مي لي، ممثلة
- 31 أغسطس - Ceallach Spellman ، ممثل ودي جي راديو

## حالات الوفاة
| تاريخ     | اسم             | عمر | مصداقية سينمائية                                                          |
| --------- | --------------- | --- | ------------------------------------------------------------------------- |
| 7 يناير   | لاري جرايسون    | 71  | كوميدي ومقدم تلفزيوني                                                     |
| 9 يناير   | بيتر كوك        | 57  | الممثل الكوميدي والممثل                                                   |
| 30 يناير  | جيرالد دوريل    | 70  | عالم الطبيعة، كاتب ومقدم برامج التاريخ الطبيعي                            |
| 22 مارس   | بيتر وودز       | 64  | صحفي وقارئ أخبار في بي بي سي                                              |
| 4 أبريل   | كيني ايفرت      | 50  | مؤدي كوميدي ودي جي                                                        |
| 16 أبريل  | آرثر الإنجليزية | 75  | ممثل (أشباح موتلي هول ، هل يتم خدمتك؟ ، في المرض والصحة)                  |
| 2 مايو    | مايكل هوررن     | 83  | الممثل (الراوي من Paddington Bear وصوت الغرير من The Wind in the Willows) |
| 29 يونيو  | نويل دايسون     | 78  | ممثلة (شارع التتويج ، أبي، أبي العزيز)                                    |
| 12 سبتمبر | جيريمي بريت     | 59  | ممثل (شرلوك هولمز في مغامرات شيرلوك هولمز)                                |
| 4 نوفمبر  | مارتي كين       | 51  | ممثلة وراقصة ومقدمة ومغنية وكاتبة وممثل كوميدي                            |
| 4 نوفمبر  | بول إدينجتون    | 68  | ممثل (الحياة الطيبة ونعم الوزير)                                          |